# 1995年ジョージア大統領選挙
1995年ジョージア大統領選挙（1995ねんジョージアだいとうりょうせんきょ、グルジア語: საქართველოს საპრეზიდენტო არჩევნები,1995）は、1995年11月5日にジョージアで実施された大統領選挙。 

## 概要
投票率は68.3パーセントで、ジョージア市民同盟のエドゥアルド・シェワルナゼ候補が得票率77.0パーセントで勝利した。

## 選挙結果
| 候補者                         | 所属政党                     | 得票数    | 得票率 |
| エドゥアルド・シェワルナゼ     | ジョージア市民同盟           | 1,589,909 | 77.0%  |
| ジュンベル・パティアシュヴィリ | 無所属                       | 414,303   | 20.1%  |
| アカキ・バクラゼ               | イリア・チャヴチャヴァゼ協会 | 31,350    | 1.5%   |
| パンテレイモン・ギオルガゼ     | ジョージア連合共産党         | 10,697    | 0.5%   |
| カルトロス・ガリバシヴィリ     | 無所属                       | 10,023    | 0.5%   |
| ロイン・リパルテリアニ         | ジョージア農業党             | 7,948     | 0.4%   |
| 有効票数（有効率）             | 有効票数（有効率）           | 2,121,510 | 98.66% |
| 無効票・白票（無効・白票率）   | 無効票・白票（無効・白票率） | 57,280    | 1.34%  |
| 投票総数（投票率）             | 投票総数（投票率）           | 2,178,790 | 68.3%  |
| 有権者数                       | 有権者数                     | 不明      | 100.0% |
| 出典: Nohlen et al.            |                              |           |        |